# Rönnäng
Rönnäng (dialektalt Runninga) är en tätort i Tjörns kommun och kyrkbyn i Rönnängs socken. Från Rönnäng utgår färjan till Tjörnekalv, Åstol och Dyrön.

## Befolkningsutveckling
| Befolkningsutvecklingen i Rönnäng 1960–2020 | Befolkningsutvecklingen i Rönnäng 1960–2020 | Befolkningsutvecklingen i Rönnäng 1960–2020 | Befolkningsutvecklingen i Rönnäng 1960–2020 | Befolkningsutvecklingen i Rönnäng 1960–2020 |
| ------------------------------------------- | ------------------------------------------- | ------------------------------------------- | ------------------------------------------- | ------------------------------------------- |
|                                             |                                             |                                             |                                             |                                             |
| År                                          |                                             |                                             | Folkmängd                                   | Areal (ha)                                  |
| 1960                                        | 1960                                        |                                             | 691                                         |                                             |
| 1965                                        | 1965                                        |                                             | 823                                         |                                             |
| 1970                                        | 1970                                        |                                             | 924                                         |                                             |
| 1975                                        | 1975                                        |                                             | 990                                         |                                             |
| 1980                                        | 1980                                        |                                             | 940                                         |                                             |
| 1990                                        | 1990                                        |                                             | 1 337                                       | 135                                         |
| 1995                                        | 1995                                        |                                             | 1 517                                       | 153                                         |
| 2000                                        | 2000                                        |                                             | 1 522                                       | 155                                         |
| 2005                                        | 2005                                        |                                             | 1 474                                       | 158                                         |
| 2010                                        | 2010                                        |                                             | 1 437                                       | 157                                         |
| 2015                                        | 2015                                        |                                             | 1 551                                       | 250                                         |
| 2020                                        | 2020                                        |                                             | 1 628                                       | 250                                         |
|                                             |                                             |                                             |                                             |                                             |

## Samhället

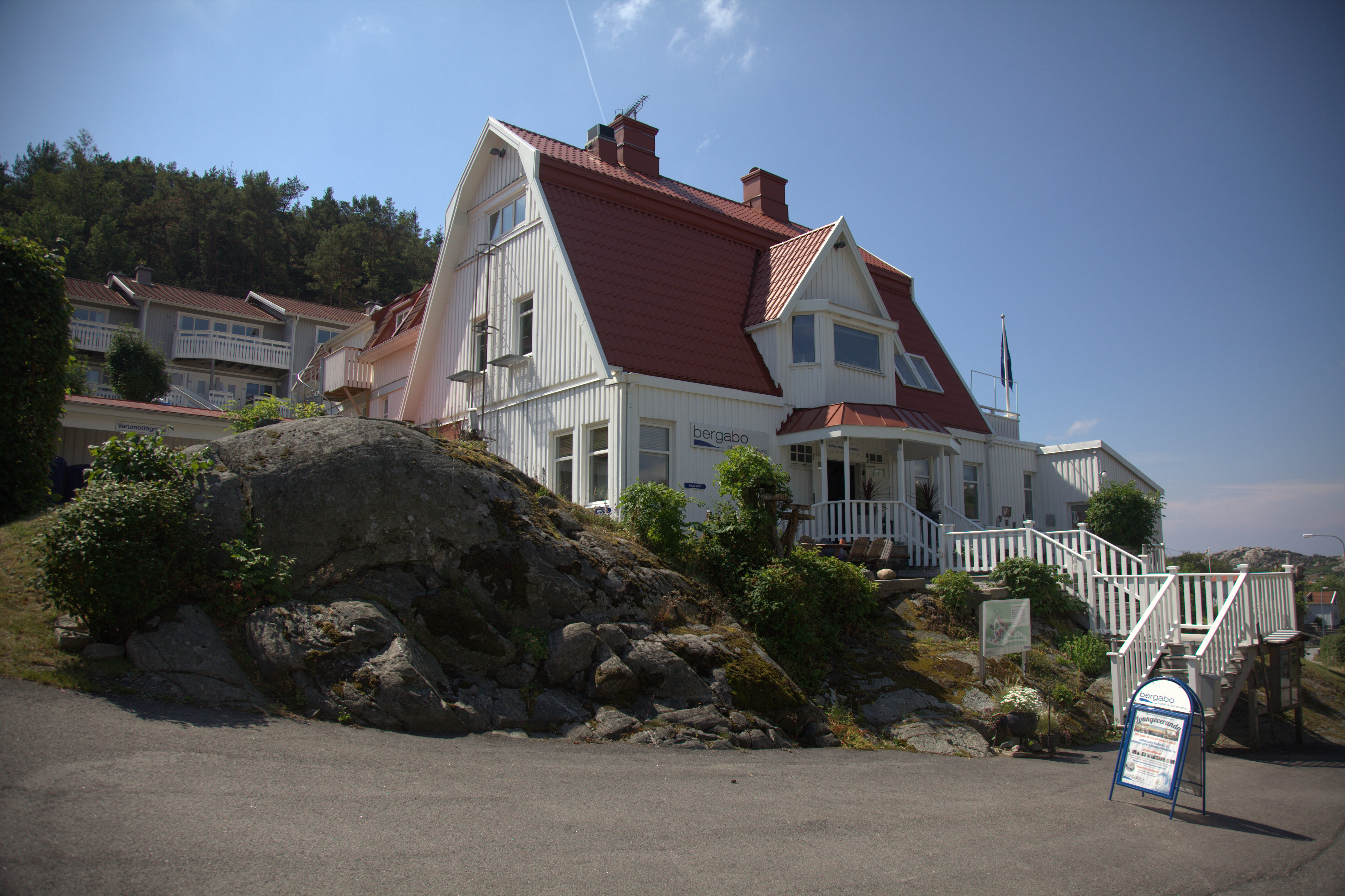
Hotellet Tjörns Havspensionat

Här finns förutom Rönnängs kyrka, ett hotell beläget alldeles vid berget Tjörnehuvud, kallat Tjörns Havspensionat.

## Näringsliv
- Tjörnvarvet
- Rönnängs varv

## Idrott
I Rönnäng finns Rönnängs FF (fotboll) och Rönnängs IK (ishockey). Även Tjörns Konståkningsklubb ligger i Rönnäng. Där det finns meriter från VM och här senast JVM inom synkroniserad konståkning.

## Bilder

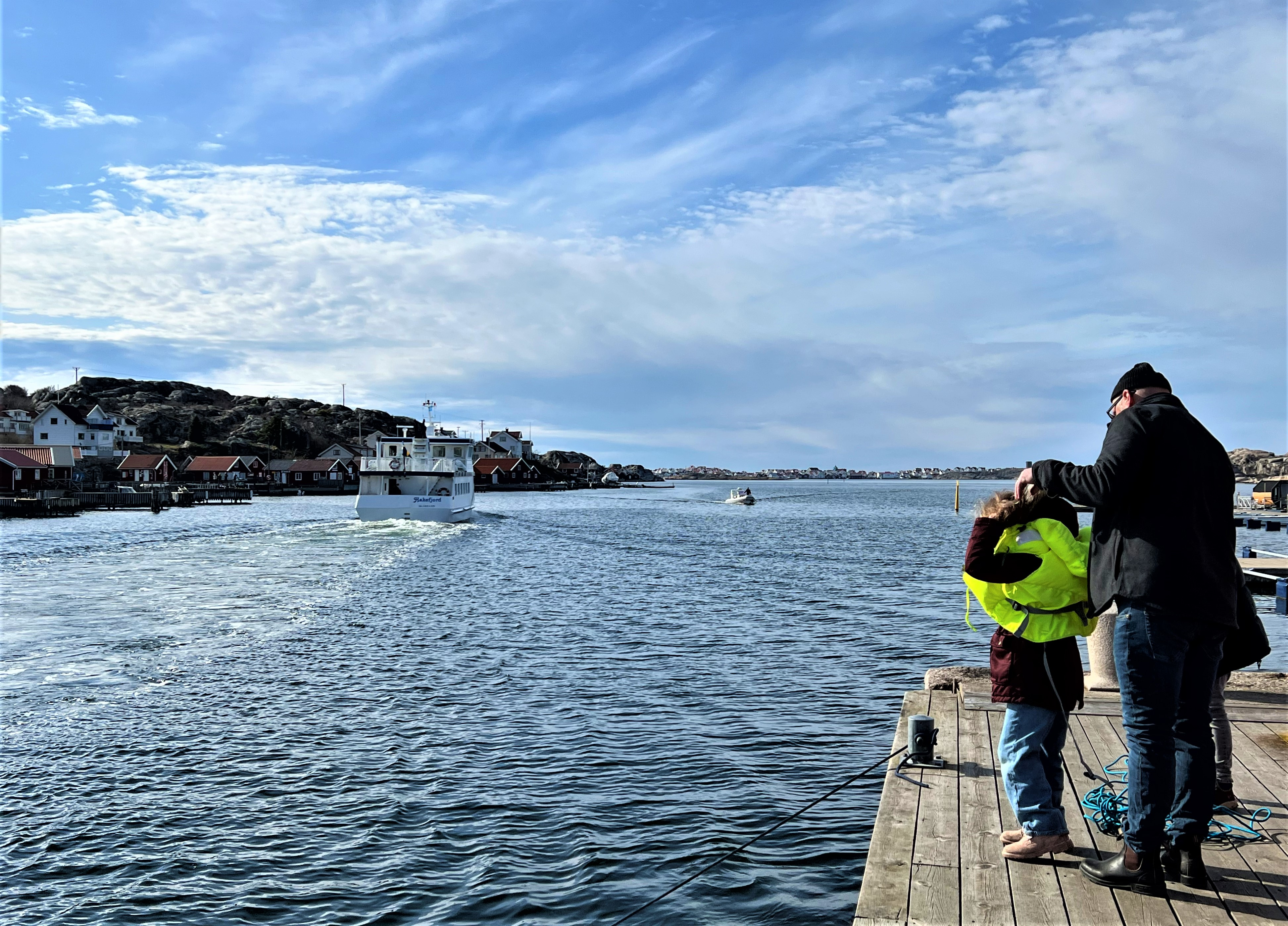
Kalvesundet mellan Tjörnekalv och Rönnäng sett från Rönnängs brygga. Längst bort i mitten skymtar Klädesholmen.
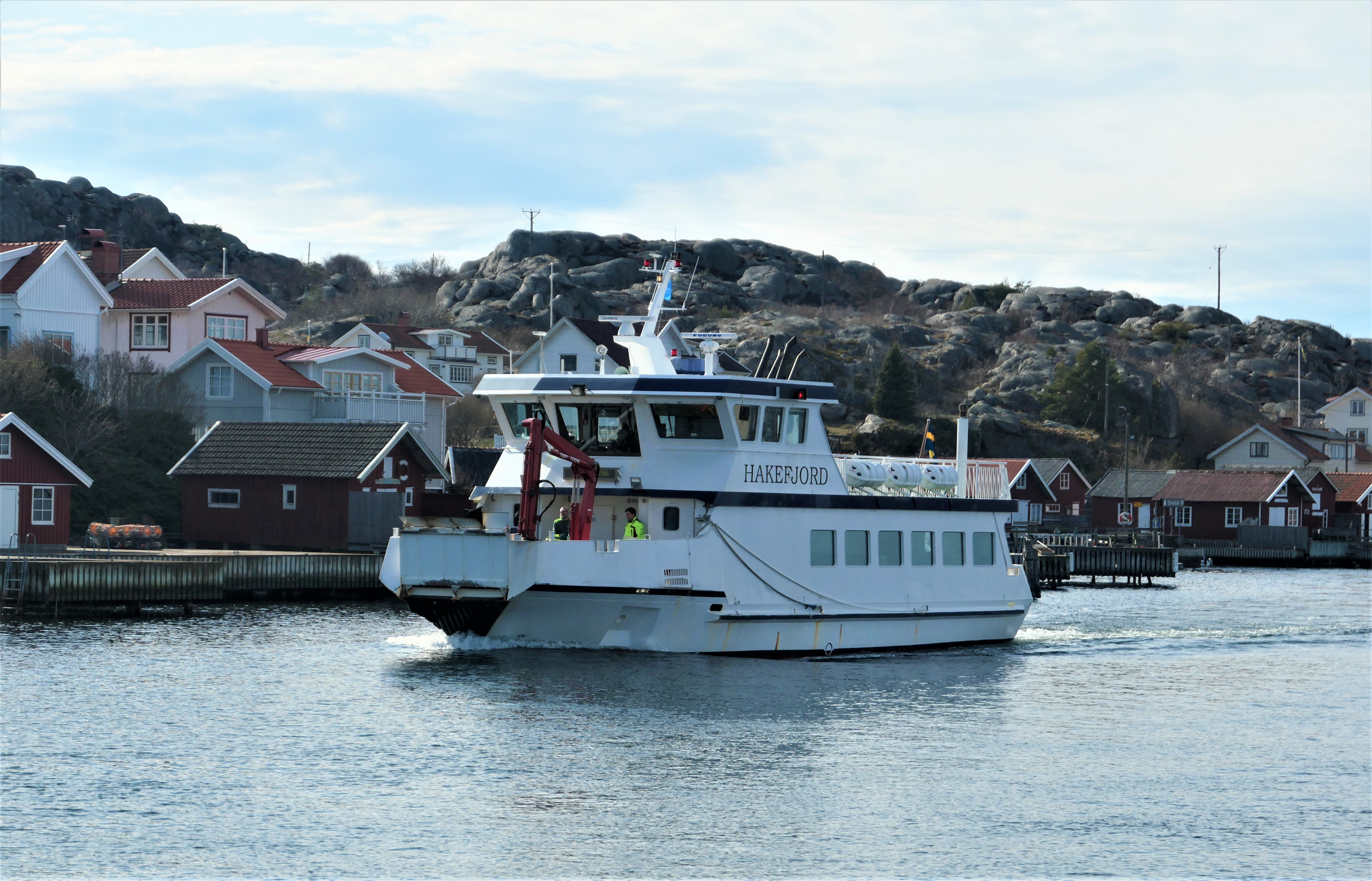
M/S Hakefjord på Kalvesundet närmar sig Rönnängs brygga. I bakgrunden Storekalv på Tjörnekalv.
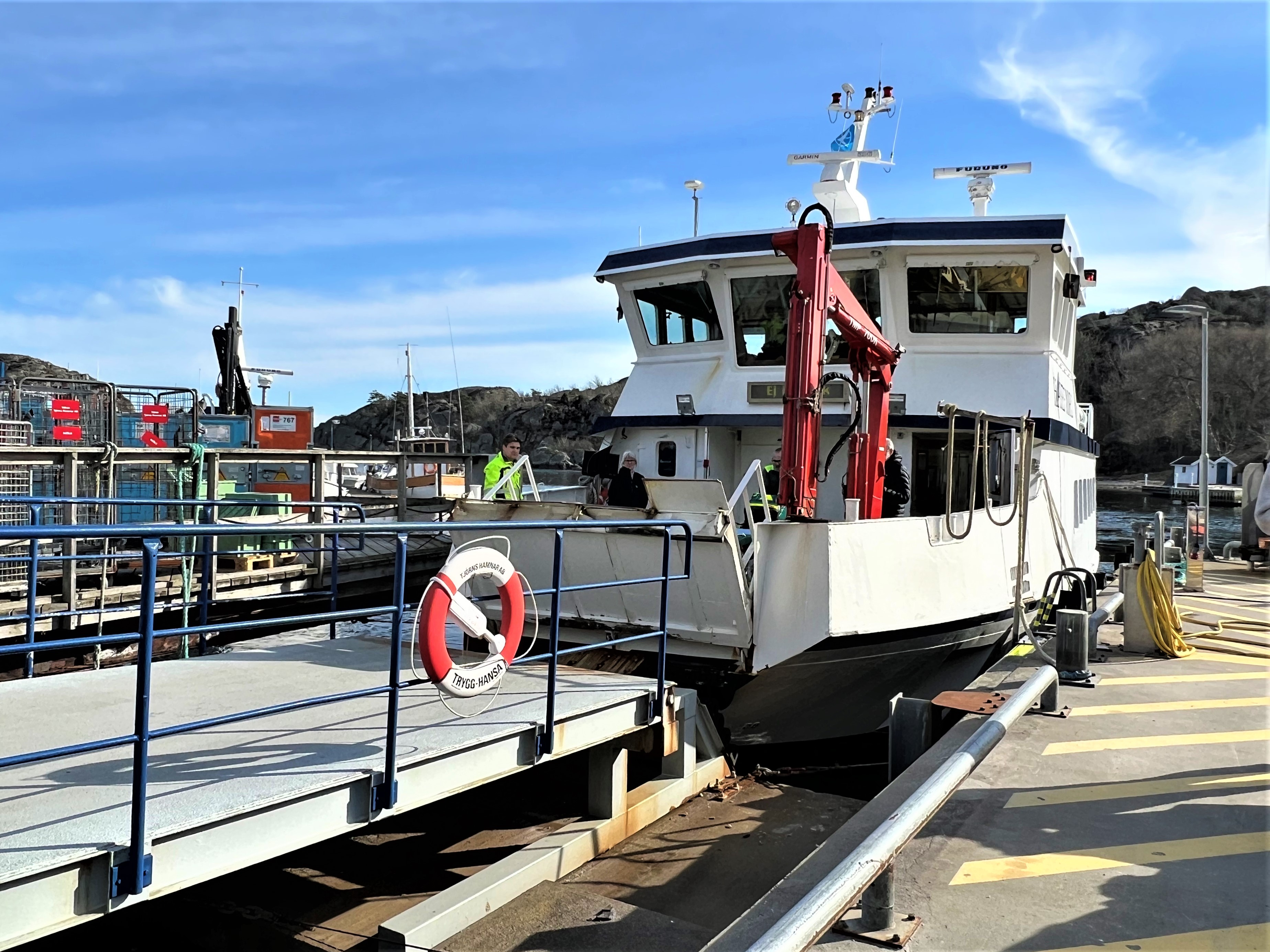
M/S Hakefjord vid Rönnängs brygga